# سيرجيوس من فالام
سيرجيوس من فالام (باليونانية: Σέργιος του Βαλαάμ؛ بالروسية: Сергий Валаамский؛ بالفنلندية: Sergei Valamolainen) كان راهبا وعجائبيا يونانيا آثوسيا يُنسب إليه تبشير الشعوب الكاريلية والفنلندية، ومع القديس هيرمان، أسس دير فالام.
تذكر الكتابات الكنسية سرجيوس بأنه راهب آثوسي أرسله الإمبراطور البيزنطي لتنوير قبائل كاريليا الوثنية بنور الإيمان المسيحي. سافر على طول الطريق التجاري الرابط بين أراضي اليونانيين والفارانجيين، مرورا ببلدات الروس في كييف ونوفغورود وعلى ضفاف بحيرة لادوغا مستقرا على جزيرة فالام قبالة الشواطئ الشمالية للبحيرة، هناك، حيث أمضى بقية حياته في الوعظ.

## التطويب

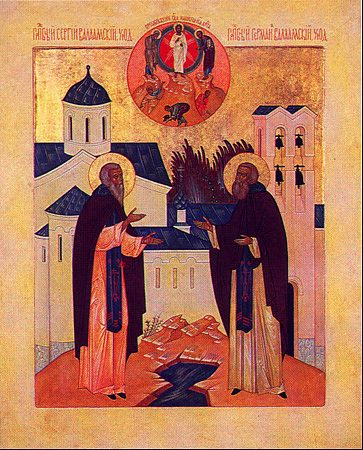
أيقونة للقديسين سيرجيوس وهيرمان تعود إلى القرن العشرين في دير فالام الجديد في فنلندا.

مع الهجوم السويدي على فنلندا، نقل رفات القديسين سيرجيوس وهيرمان إلى مكان آمن في نوفغورود. وبعد انقضاء الحرب أرجعت الذخائر إلى فنلندا، وما تزال الكنيسة الفنلندية تعيد لذكرى نقل الرفاتين في 24 سبتمبر من كل عام.
في منتصف القرن الثامن عشر، أقيم احتفال محلي للقديسين بتاريخ 11 يوليو، واختير في ذاك التوقيت ليتزامن مع معرض أقيم آنذاك قرب الدير.
في 1 نوفمبر 1819، أعلن المجمع المقدس الروسي عن قداسة سيرجيوس وهيرمان وتبجيلهما في عموم روسيا، وحدد يومي 24 سبتمبر (الموافق لـ11 سبتمبر يولياني، ذكرى نقل الرفات) و11 يوليو (الموافق لـ28 يونيو يولياني، يوم الاحتفال المحلي) عيدا لهما.